# Turrican
Turrican — компьютерная игра 1990 года, созданная Манфредом Трензом. Оригинальная версия была выпущена компанией Rainbow Arts для Commodore 64. Впоследствии портирована на другие системы. Тренз лично участвовал не только в создании концепции и дизайне главного персонажа игры, но и писал программный кода для Commodore 64. В 1991 году было выпущено продолжение игры, Turrican II.

## Сюжет
Заброшенная колония Альтерра — полностью рукотворный мир в соседней галактике, покинутый людьми очень давно. Альтерра состоит из пяти самодостаточных поселений. Каждое поселение спроектировано мощной сетью создания экосистем, известной как MORGUL (англ. Multiple ORGanism Unit Link). Первые колонисты использовали MORGUL, чтобы превратить Алтерру пригодное для обитания место. Но катастрофическое землетрясение нарушило функционирование систем, и MORGUL взбунтовался. Немногие спасшиеся колонисты рассказывали ужасы о неистовстве искусственного разума.
В течение многих поколений человечество искало способ вернуться на Альтерру. Наконец, генетиками был создан  спаситель — Таррикан (Turrican), биоинженерный воин-мутант, чьим предназначением стало возвращение планеты людям. Тем временем, MORGUL последовательно преобразовывал жизненные формы Альтерры для своих разрушительных целей. Таким образом, задачей Таррикана становится уничтожение враждебных существ на пяти уровнях и финальное сражение с MORGUL.

## Игровой процесс
Turrican описывается как нечто среднее между Metroid и Psycho-Nics Oscar. Огромные уровни и морф-шар встречались в первой игре, но общее графическое оформление и оружие вызывают ассоциации со второй. В отличие от многих экшенов своего времени, Turrican не требовал от игрока последовательно проходить все уровни, позволяя вместо этого выбирать любой из пяти, пытаясь раскрыть все его секреты.

## История разработки
Начало серии игр было положено в 1989 году, когда на Commodore 64 появился демо-уровень игры. Полная версия вышла в 1990 году. Turrican завоевал огромную популярность благодаря высоким техническим качествам, демонстрируя уровень графики, считавшийся недостижимым на Commodore 64.
Разработкой Turrican в основном занимался Манфред Тренз, выпуск игры обеспечила компания Rainbow Arts. Позже Factor 5 подготовил версию для Amiga. Версия для ZX Spectrum вышла на второе место по продажам в Великобритании, уступив только игре Shadow Warriors.
Turrican также был портирован на Atari ST, Amiga CDTV, Sega Mega Drive/Genesis, Game Boy, PC Engine и Amstrad CPC. Версии для консолей разрабатывала студия The Code Monkey и публиковала компания Accolade.

## Музыка
Отдельную известность получило музыкальное оформление Turrican. Музыку сочинил Крис Хюльсбек, его композиции использованы в версиях Turrican, Turrican II и Turrican 3 для Amiga, Mega Turrican для Mega Drive, и Super Turrican и Super Turrican 2 для SNES. Музыка из Turrican II исполнялась симфоническим оркестром на втором Symphonic Game Music Concert в 2004 году. Мероприятие прошло в Лейпциге (Германия). Композиции из Turrican были выпущены в 24 ноября 2013 года в виде четырёхчастного цифрового альбома Turrican Soundtrack Anthology.

## Оценки
| Иноязычные издания | Иноязычные издания |
| Издание            | Оценка             |
| ------------------ | ------------------ |
| Sinclair User      | 79 %               |
| MicroHobby (ES)    | [ 5 ]              |
| Zzap!64            | 97 %               |
| MegaTech           | 73 %               |
| Награды            |                    |
| Издание            | Награда            |
| Zzap!64            | Gold Medal         |
| Crash              | Crash Smash        |
| C+VG               | C+VG Hit           |

В 1993 году версия для ZX Spectrum по результатам опроса читателей журнала Your Sinclair заняла 36 место в списке лучших игр всех времён.
Журнал Retrogamer в 2004 году поставил Turrican на 100-е место в списке игр всех времён по мнению читателей журнала.